# أوسكار فارغاس (مدير رياضي)
أوسكار فارغاس (بالإسبانية: Óscar Vargas Restrepo) هو دراج كولومبي، ولد في 23 مارس 1964 في أوراوو في كولومبيا.

## وصلات خارجية
- أوسكار فارغاس على موقع أرشيف الدراجات (الإنجليزية)
- أوسكار فارغاس على موقع CycleBase (الإنجليزية)